# Calodera aethiops
Calodera aethiops är en skalbaggsart som först beskrevs av Johann Ludwig Christian Gravenhorst 1802.  Calodera aethiops ingår i släktet Calodera, och familjen kortvingar. Arten är reproducerande i Sverige.